# Putumayo (departamento)
Putumayo é um departamento da Colômbia. É limitado pelo rio Caquetá a nordeste, Equador ao sul e Peru a sudeste. Consiste em planícies arborizadas, exceto onde se eleva abruptamente nos Andes, a oeste. Acredita-se que o departamento tenha grandes reservas de petróleo. O petróleo é escoado de Puerto Asís, ao longo do rio Putumayo, sobre os Andes, para o oeste até Tumaco, no Pacífico. Além disso, no departamento extrai-se cal e existem jazidas de mármore, carvão e outros minerais. O cultivo de arroz, cana-de-açúcar, feijão, milho (milho), banana e mandioca está aumentando continuamente. Uma rodovia desce de Pasto, no departamento de Nariño, até Puerto Asís, com um ramal que leva à capital departamental de Mocoa. Outras viagens são por via fluvial ou aérea. Área 9.608 milhas quadradas (24.885 quilômetros quadrados). Pop. (2007 est.) 319.804.

## Municípios
1. Colón
2. Mocoa
3. Orito
4. Puerto Asís
5. Puerto Caicedo
6. Puerto Guzmán
7. Puerto Leguízamo
8. San Francisco
9. San Miguel
10. Santiago
11. Sibundoy
12. Valle del Guamez
13. Villa Garzón

### Etnias
| Cor/Raça           | Porcentagem |
| ------------------ | ----------- |
| Mestiços e Brancos | 76,27%      |
| Indígenas          | 17,97%      |
| Afro-colombianos   | 5,75%       |